# K.B.Sts.B. Blatt 339
Der K.Bay.Sts.B. Blatt 339 ist ein Bayerischer Güterwagen. Dabei handelt es sich um einen zweiachsigen Schemelwagen der Gattung Hrz nach dem Musterblatt 339 für die Bayerischen Staatseisenbahnen gemäß Wagenstandsverzeichnis von 1913 (von 1897 hat er die Blatt-Nr. 227). Der Wagentyp wurde sowohl mit als auch ohne Bremsen gebaut.

## Geschichte
Man führte bei Bahnverwaltungen, die mit Langholztransporten befasst waren, sogenannte Schemelwagen an. Die zeichneten sich durch einen mittig auf der Ladefläche stehenden Drehschemel aus auf dem die Ladung abgelegt werden konnte. Für diese Transportart wurden die Wagen wurde immer paarweise eingesetzt, so dass die Ladung auch bei größerer Länge kurvengängig war. In Bayern gab es die Besonderheit, dass derartige Wagen für einen universelleren Einsatz vielfach zusätzlich mit feststehenden, abnehmbaren oder umklappbaren Bordwänden ausgestattet waren. Diese hatten unterschiedliche Höhen zwischen 180 mm bis 700 mm. So konnte neben dem Transport von Langholz auch Schnittholz oder Ähnliches verfrachtet werden. Auch als Arbeitswagen konnten diese Typen genutzt werden.

## Beschaffung
In den Jahren 1888 und 1889 beschafften die K.Bay.Sts.B. insgesamt 400 Wagen als Arbeitswagen mit 600 mm hohen Bordwänden. Sie wurden in die Gattung Hrz eingereiht.

## Verbleib
Im Verzeichnung von 1913 waren die Wagen alle schon ohne Bordwände dargestellt, da diese bei der Verwendung als Schemelwagen hinderlich waren. Die Wagen kamen auch noch zur DR und wurden dort als Gattung Hw Regensburg in den Nummernbereich der ehem. Länderbahnwagen eingereiht. Bis Ende der 1920er Jahre sind die Wagen ausgemustert bzw. nur noch ihm Bahndienst tätig.

## Konstruktive Merkmale

### Untergestell
Das Untergestell der Wagen war komplett aus Profileisen aufgebaut. Die äußeren Längsträger hatten ein U-Profil mit nach außen zeigenden Flanschen und eine Höhe von 265 mm. Als Zugeinrichtung hatten die Wagen Schraubenkupplungen mit Sicherheitsbügel. Die Zugstange war wegen der besonderen Befestigung des Drehschemels nicht durchgehend, sondern wurde um diesen im Bogen herumgeführt. Sie war mittig gefedert. Als Stoßeinrichtung besaßen die Wagen Stangenpuffer mit einer Einbaulänge von 612 mm. Die Pufferteller hatten einen Durchmesser von 370 mm.

### Laufwerk
Die Wagen hatten aus Flacheisen geschmiedete Fachwerk-Achshalter der kurzen, geraden Bauform. Gelagert waren die Achsen in geteilten Gleitachslagern bayerischer Bauform. Die Räder hatten Speichenradkörper der Bauart 38 mit einem Raddurchmesser von 986 mm. Die Federung bestand jeweils aus acht 1.130 mm langen Federblättern mit einem Querschnitt von 76 × 13 mm. Die gebremsten Wagen hatten in der Wagenmitte ein Umlenkgestell bayerischer Bauart für die Bremseinrichtung.

### Wagenkasten
Der Wagenkasten war komplett aus Holz mit eisernen Profilverstärkungen aufgebaut. Die Wagen hatten alle bei der Auslieferung fest mit dem Untergestell verbundene, seitliche Bordwände. Diese konnten nur mit Werkzeugen abgebaut werden. In der Mitte der seitlichen Bordwände befanden sich nach außen aufschlagende, zweiflügelige Türen mit einer lichten Öffnung von 1.500 mm. Die Wagen mit Bremseinrichtung hatten ein auf der Verlängerung der Ladefläche stehendes, breites Bremserhaus bayerischer Bauart. Im Gegensatz zu anderen Bauarten konnte hier der mittig angebrachte, aus Eisenprofilen bestehende, Drehschemel nicht durchgedreht werden. Das Auflager der Drehschemel war mit Eisenzinken versehen um ein Verrutschen der Ladung zu verhindern. Die eisernen Doppelsteckrungen des Drehschemels waren mit Spannketten verbunden. Die Bodenplanken waren 40 mm stark.

### Ausstattung
In die Ladefläche waren quer vier Eisenprofile eingelassen mit Rungentaschen an beiden Enden. Dadurch konnten bis zu acht zusätzliche Kipfen zur Ladungssicherung herangezogen werden. Zusätzlich gab es noch Sicherungsketten mit Einschlaghaken die ebenfalls das Verrutschen der Ladung verhindern sollten.

## Skizzen, Musterblätter, Fotos

Ansicht zu Blatt 227 aus WV von 1897
Ansicht zu Blatt 339 aus WV von 1913

## Wagennummern
Die Daten sind den WV der Kgl.Bayer.Staatseisenbahnen, aufgestellt nach dem Stande vom 31. März 1897 und dem 1. März 1913 entnommen.
| Herstelldaten                | Herstelldaten                | Wagennummern je Epoche | Wagennummern je Epoche | Wagennummern je Epoche | Wagennummern je Epoche | Abmessungen | Abmessungen | Fahrwerk        | Fahrwerk        | Fahrwerk        | Fahrwerk        | Wände           | Wände           | Fassungsraum     | Fassungsraum      | Fassungsraum     | Fassungsraum  | Gewichte          | Gewichte           | Zusatzinfos                    |
| Bau- jahr                    | Her- stel- ler               | ab 1875                | ab 1909 (1907)         | DR (ab 1923)           | Aus- gemu- stert       | Anz. Achs.  | Rad- stand  | LüP             | Unt. Gest.      | LA.             | Brem- sen       | Stirn           | Seite           | Lade- länge [mm] | Lade- breite [mm] | Boden- fläche m2 | Lade- raum m3 | Lade- gewicht [t] | Eigen- gewicht [t] | Bemerkungen                    |
| Blatt-Nr. aus WV von Gattung | Blatt-Nr. aus WV von Gattung | 227 1897 H.l.          | 339 1913 H.r.z.        | Hw Regensburg          |                        |             |             | (siehe Legende) | (siehe Legende) | (siehe Legende) | (siehe Legende) | (siehe Legende) | (siehe Legende) |                  |                   |                  |               |                   |                    | bis zu acht zusätzliche Kipfen |
| ---------------------------- | ---------------------------- | ---------------------- | ---------------------- | ---------------------- | ---------------------- | ----------- | ----------- | --------------- | --------------- | --------------- | --------------- | --------------- | --------------- | ---------------- | ----------------- | ---------------- | ------------- | ----------------- | ------------------ | ------------------------------ |
| 1888                         |                              | 72 001–72 050          | Re 72 001–Re 72 050    |                        | <1930                  | 2           | 4.000       | 8.824           | E               |                 |                 | 2U              | 2A              | 7.500            | 2.600             | 18,8             |               | 10,0              | 6,4                |                                |
| 1888                         |                              | 72 051–72 100          | Re 72 051–Re 72 100    |                        | <1930                  | 2           | 4.000       | 9.224           | E               |                 | Brh             | 1U              | 2A              | 7.350            | 2.600             | 18,4             |               | 10,0              | 7,45               |                                |
| 1889                         |                              | 72 101–72 200          | Re 72 101–Re 72 200    |                        | <1930                  | 2           | 4.000       | 8.824           | E               |                 |                 | 2U              | 2A              | 7.500            | 2.600             | 18,8             |               | 10,0              | 6,6                |                                |
| 1889                         |                              | 72 201–72 300          | Re 72 201–Re 72 300    |                        | <1930                  | 2           | 4.000       | 9.224           | E               |                 | Brh             | 1U              | 2A              | 7.350            | 2.600             | 18,4             |               | 10,0              | 7,45               |                                |
| 1890                         |                              | 72 301–72 400          | Re 72 301–Re 72 400    |                        | <1930                  | 2           | 4.000       | 8.824           | E               |                 |                 | 2U              | 2A              | 7.500            | 2.600             | 18,8             |               | 10,0              | 6,6                |                                |